# Sardara
Sardara (sardisk: Sàrdara) er en by og en kommune (comune) i provinsen Sud Sardegna i regionen Sardinien i Italien. Byen ligger i 163 meters højde og har 4.076 indbyggere (2016). Kommunen har et areal på 56,23 km² og grænser til kommunerne Collinas, Mogoro, Pabillonis, San Gavino Monreale, Sanluri og Villanovaforru.